# H- und P-Sätze
Die H- und P-Sätze („Gefahren- und Sicherheitshinweise“, englisch hazard statements und precautionary statements) und die ergänzenden EUH-Sätze sind standardisierte, kurze Sicherheitshinweise für Gefahrstoffe, die im Rahmen des global harmonisierten Systems zur Einstufung und Kennzeichnung von Chemikalien (GHS) verwendet werden. Die H- und P-Sätze haben in der GHS-Kennzeichnung eine analoge Aufgabe wie die R- und S-Sätze der alten EU-Kennzeichnung.

## Bedeutung und Hintergrund
Das GHS der Vereinten Nationen ist ein weltweit einheitliches System zur Einstufung von Chemikalien sowie deren Kennzeichnung auf Verpackungen und in Sicherheitsdatenblättern. Das Europäische Parlament und der Rat haben beschlossen und in der Verordnung (EG) Nr. 1272/2008 (CLP) festgeschrieben, das GHS in der EU ab 1. Dezember 2010 für Stoffe und ab 1. Juni 2015 für Zubereitungen umzusetzen und hatten Übergangsfristen festgelegt, während der auch noch nach den bisherigen Vorschriften (siehe Gefahrstoffkennzeichnung nach Richtlinie 67/548/EWG) gekennzeichnet werden durfte.

## Beschreibung
Die H- und P-Sätze sind kurze Texte (englisch statements) mit wichtigen Sicherheitsinformationen für die Kennzeichnung von Gefahrstoffen:
- Die H-Sätze (Hazard Statements) beschreiben Gefährdungen (englisch hazards), die von den chemischen Stoffen oder Zubereitungen ausgehen.
- Die P-Sätze (Precautionary Statements) geben Sicherheitshinweise (englisch precaution ‚Sicherheitsmaßnahme‘, ‚Vorsicht‘) im Umgang mit entsprechenden Gefahrstoffen.

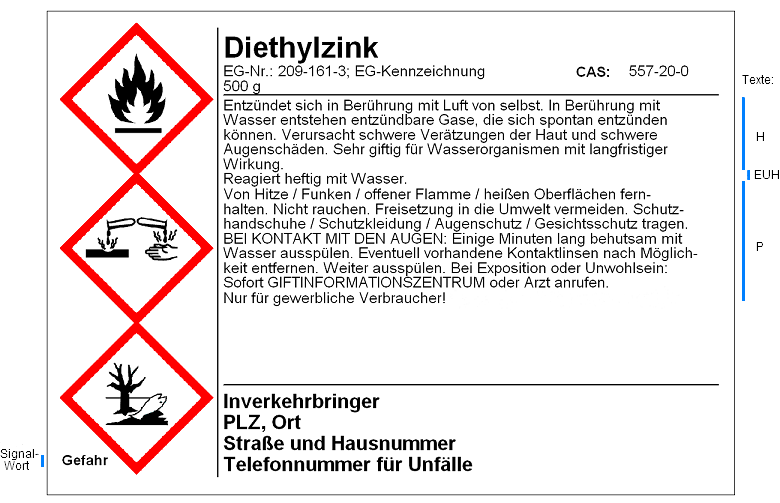
Muster für ein Kennzeichnungsetikett. Die H- und P-Sätze sind in der Mitte des Etiketts gelistet und liegen als standardisierter Fließtext vor – auf die Codierung wurde verzichtet.

Das System ist folgendermaßen modular aufgebaut:
1. Es wurde ein umfangreiches Sortiment von Texten für mögliche Gefahren und nötige Sicherheitshinweise erstellt, wofür jeweils eine Codierung in Form der Buchstaben «H» und «P», gefolgt von einer dreistelligen Zahl gebildet wurde. Dabei steht die erste Ziffer für die Gruppierung der Gefahr (Beispiel: 2 = Physikalische Gefahren) bzw. des Sicherheitshinweises (Beispiel 2 = Vorsorgemaßnahmen), die letzten beiden Stellen sind laufende Nummern, bei den H-Sätzen entsprechend den Gefahrenklassen gruppiert (Beispiel: H200 = Instabile explosive Stoffe […], H270 = Entzündend (oxidierend) wirkend). Weitere Unterteilungen mit nachgestellten Buchstaben kommen vor.
2. In einer umfangreichen Liste wird zu jedem Stoff/jeder Zubereitung aufgezählt, welche H- und P-Satz-Codierungen der Gefahren und Sicherheitsweise speziell dafür relevant sind.
3. Zu jeder Codierung gehört ein standardisierter, in einer Vielzahl von Sprachen verfügbarer Text.
4. auf der Verpackung ist ein Kennzeichnungsetikett anzubringen, auf dem neben Produktidentifikatoren[3] und Gefahrenpiktogrammen[4] (über die Art der Gefahr) auch groß ein allgemeines Signalwort[5] («Achtung» oder «Gefahr») erscheint, danach aneinandergereiht zuerst alle H-Sätze und alle P-Sätze als fortlaufender Text – analog gilt das auch für die Sicherheitsdatenblätter.

So ergibt sich für alle Länder ein einheitliches Aussehen mit in allen Sprachen standardisierten Grundinformationen über den Gefahrstoff. Der Endbenutzer kommt mit dem System der Codierung der Sätze nicht in Berührung, sondern findet immer einen geschlossenen, lesbaren Text vor.

### Aufbau der Codierungen

#### H-Sätze
| 2xx: Physikalische Gefahren | 2xx: Physikalische Gefahren                         | 3xx: Gesundheitsgefahren | 3xx: Gesundheitsgefahren                                | 4xx: Umweltgefahren | 4xx: Umweltgefahren          |
| --------------------------- | --------------------------------------------------- | ------------------------ | ------------------------------------------------------- | ------------------- | ---------------------------- |
| 20x                         | Explosionsgefahr                                    | 30x                      | Akute Toxizität bei Verschlucken                        | 40x                 | Akute Gewässertoxizität      |
| 21x                         | Explosionsgefahr                                    | 31x                      | Akute Toxizität bei Hautkontakt, Reizungen, Verätzungen | 41x                 | Chronische Gewässertoxizität |
| 22x                         | Entzündbarkeit                                      | 32x                      | Akute Toxizität bei Hautkontakt, Reizungen, Verätzungen | 42x                 | Gefahren für die Ozonschicht |
| 23x                         | Explosionsgefahr bei Abwesenheit von Luft           | 33x                      | Akute Toxizität, Reizung, Sensibilisierung bei Einatmen |                     |                              |
| 24x                         | Explosionsgefahr bei Erwärmung                      | 34x                      | Mutagenität                                             |                     |                              |
| 25x                         | Selbstentzündbarkeit                                | 35x                      | Karzinogenität                                          |                     |                              |
| 26x                         | Reaktion mit Wasser, die entzündbare Gase freisetzt | 36x                      | Reproduktionstoxizität                                  |                     |                              |
| 27x                         | Oxidationsmittel                                    | 37x                      | Spezifische Organtoxizität                              |                     |                              |
| 28x                         | Tiefgekühlte Gase, Gase und Chemikalien unter Druck |                          |                                                         |                     |                              |
| 29x                         | Korrosionsgefahr gegenüber Metallen                 |                          |                                                         |                     |                              |

#### P-Sätze
| Reihe | Bezeichnung          |
| ----- | -------------------- |
| 1xx   | Allgemein            |
| 2xx   | Prävention           |
| 3xx   | Reaktion auf Unfälle |
| 4xx   | Aufbewahrung         |
| 5xx   | Entsorgung           |

Die EU hat das internationale GHS wegen der strengeren EU-Gesetzgebung modifiziert, indem sie mehrere Texte bisher vorgeschriebener R-Sätze und zusätzlicher Informationen im Wortlaut übernommen und in Form der EUH-Sätze (Ergänzende Gefahrenmerkmale und Kennzeichnungselemente) dem GHS hinzugefügt hat. Diese Sätze beschreiben über das GHS hinausgehend Gefahren und sind – nur innerhalb der EU – zusätzlich anzuführen. Einige der vom GHS vorgeschlagenen H-Sätze wurden dagegen nicht in die EU-Gesetzgebung übernommen, da es keine Entsprechung in den R- und S-Sätzen gab.
Anders als bei der EU-Kennzeichnung werden die H-Sätze, welche chronische Gesundheitsgefahren betreffen (H340 ff.), in der Regel nicht an den Anfang der Auflistung gestellt. Die H- und P-Sätze werden immer nach aufsteigender Codenummer gelistet. Kombinationen werden entsprechend der Codenummer des ersten Satzes der Kombination sortiert.
Auf H-Sätze, welche sich zwar aus der Einstufung ergeben, aber durch weitere zugeordnete H-Sätze redundant werden, kann bei der Kennzeichnung verzichtet werden. Dies betrifft die folgenden H-Sätze:
| zugeordneter H-Satz                                                                                | redundanter H-Satz                                                                           |
| -------------------------------------------------------------------------------------------------- | -------------------------------------------------------------------------------------------- |
| H314 "Verursacht schwere Verätzungen der Haut und schwere Augenschäden"                            | H318 "Verursacht schwere Augenschäden"                                                       |
| H410 "Sehr giftig für Wasserorganismen, mit langfristiger Wirkung"                                 | H400 "Sehr giftig für Wasserorganismen"                                                      |
| EUH441 "Reichert sich stark in der Umwelt und in lebenden Organismen, einschließlich Menschen, an" | EUH440 "Reichert sich in der Umwelt und in lebenden Organismen, einschließlich Menschen, an" |
| H451 "Kann sehr lang anhaltende und diffuse Verschmutzung von Wasserressourcen verursachen"        | H450 "Kann lang anhaltende und diffuse Verschmutzung von Wasserressourcen verursachen"       |

## H-Sätze
Grau und kursiv gesetzte H-Sätze sind Teil des GHS, allerdings nicht der in der EU geltenden CLP-Verordnung. Diese H-Sätze finden daher innerhalb der EU keine Anwendung.

### H200-Reihe: Physikalische Gefahren
| Code | Wortlaut | Piktogramm      | Signalwort          | ersetzt R-Satz |
| ---- | --- | --------------- | ------------------- | -------------- |
| H200 | Instabil, explosiv |                 | Gefahr              | –              |
| H201 | Explosiv, Gefahr der Massenexplosion.                                                                                         |                 | Gefahr              | –              |
| H202 | Explosiv; große Gefahr durch Splitter, Spreng- und Wurfstücke.                                                                |                 | Gefahr              | R 3            |
| H203 | Explosiv; Gefahr durch Feuer, Luftdruck oder Splitter, Spreng- und Wurfstücke.                                                |                 | Gefahr              | R 2            |
| H204 | Gefahr durch Feuer oder Splitter, Spreng- und Wurfstücke.                                                                     |                 | Achtung             | –              |
| H205 | Gefahr der Massenexplosion bei Feuer.                                                                                         | kein Piktogramm | Achtung             | –              |
| H206 | Gefahr durch Feuer, Druckstoß oder Sprengstücke; erhöhte Explosionsgefahr, wenn das Desensibilisierungsmittel reduziert wird. |                 | Gefahr              | R 1            |
| H207 | Gefahr durch Feuer oder Sprengstücke; erhöhte Explosionsgefahr, wenn das Desensibilisierungsmittel reduziert wird.            |                 | Achtung oder Gefahr | R 1            |
| H208 | Gefahr durch Feuer; erhöhte Explosionsgefahr, wenn das Desensibilisierungsmittel reduziert wird.                              |                 | Achtung             | R 1            |
| H209 | Explosiv. |                 | Gefahr              | –              |
| H210 | Sehr empfindlich. |                 | Gefahr              | –              |
| H211 | Kann empfindlich sein. |                 | Gefahr              | –              |
| H220 | Extrem entzündbares Gas. |                 | Gefahr              | R 12           |
| H221 | Entzündbares Gas. | kein Piktogramm | Achtung             | R 10           |
| H222 | Extrem entzündbares Aerosol.                                                                                                  |                 | Gefahr              | R 12           |
| H223 | Entzündbares Aerosol. |                 | Achtung             | R 12           |
| H224 | Flüssigkeit und Dampf extrem entzündbar.                                                                                      |                 | Gefahr              | R 12           |
| H225 | Flüssigkeit und Dampf leicht entzündbar.                                                                                      |                 | Gefahr              | R 11           |
| H226 | Flüssigkeit und Dampf entzündbar.                                                                                             |                 | Achtung             | R 10           |
| H227 | Brennbare Flüssigkeit. | kein Piktogramm | Achtung             | –              |
| H228 | Entzündbarer Feststoff. |                 | Achtung oder Gefahr | R 10           |
| H229 | Behälter steht unter Druck: kann bei Erwärmung bersten.                                                                       | kein Piktogramm | Achtung             | –              |
| H230 | Kann auch in Abwesenheit von Luft explosionsartig reagieren.                                                                  |                 | Gefahr              | R 6            |
| H231 | Kann auch in Abwesenheit von Luft bei erhöhtem Druck und/oder erhöhter Temperatur explosionsartig reagieren.                  | kein Piktogramm | Achtung             | R 6            |
| H232 | Kann sich bei Kontakt mit Luft spontan entzünden.                                                                             |                 | Achtung oder Gefahr | R 17           |
| H240 | Erwärmung kann Explosion verursachen.                                                                                         |                 | Gefahr              | R 5            |
| H241 | Erwärmung kann Brand oder Explosion verursachen.                                                                              |                 | Gefahr              | R 5            |
| H242 | Erwärmung kann Brand verursachen.                                                                                             |                 | Achtung oder Gefahr | R 7            |
| H250 | Entzündet sich in Berührung mit Luft von selbst.                                                                              |                 | Gefahr              | R 17           |
| H251 | Selbsterhitzungsfähig; kann in Brand geraten.                                                                                 |                 | Gefahr              | R 7            |
| H252 | In großen Mengen selbsterhitzungsfähig; kann in Brand geraten.                                                                |                 | Achtung             | R 7            |
| H260 | In Berührung mit Wasser entstehen entzündbare Gase, die sich spontan entzünden können.                                        |                 | Gefahr              | R 15           |
| H261 | In Berührung mit Wasser entstehen entzündbare Gase.                                                                           |                 | Achtung oder Gefahr | R 15           |
| H270 | Kann Brand verursachen oder verstärken; Oxidationsmittel.                                                                     |                 | Gefahr              | R 8            |
| H271 | Kann Brand oder Explosion verursachen; starkes Oxidationsmittel.                                                              |                 | Gefahr              | R 9            |
| H272 | Kann Brand verstärken; Oxidationsmittel.                                                                                      |                 | Achtung oder Gefahr | R 8            |
| H280 | Enthält Gas unter Druck; kann bei Erwärmung explodieren.                                                                      |                 | Achtung             | –              |
| H281 | Enthält tiefgekühltes Gas; kann Kälteverbrennungen oder -verletzungen verursachen.                                            |                 | Achtung             | –              |
| H282 | Extrem entzündbare Chemikalie unter Druck; kann bei Erwärmung explodieren.                                                    |                 | Gefahr              | –              |
| H283 | Entzündbare Chemikalie unter Druck; kann bei Erwärmung explodieren.                                                           |                 | Achtung             | –              |
| H284 | Chemikalie unter Druck; kann bei Erwärmung explodieren.                                                                       |                 | Achtung             | –              |
| H290 | Kann gegenüber Metallen korrosiv sein.                                                                                        |                 | Achtung             | –              |

### H300-Reihe: Gesundheitsgefahren
| Code   | Wortlaut | Piktogramm      | Signalwort      | ersetzt R-Satz |
| ------ | --- | --------------- | --------------- | -------------- |
| H300   | Lebensgefahr bei Verschlucken. |                 | Gefahr          | R 28           |
| H301   | Giftig bei Verschlucken. |                 | Gefahr          | R 25           |
| H302   | Gesundheitsschädlich bei Verschlucken. |                 | Achtung         | R 22           |
| H303   | Kann bei Verschlucken gesundheitsschädlich sein. | kein Piktogramm | Achtung         | –              |
| H304   | Kann bei Verschlucken und Eindringen in die Atemwege tödlich sein. |                 | Gefahr          | R 65           |
| H305   | Kann bei Verschlucken und Eindringen in die Atemwege gesundheitsschädlich sein. |                 | Achtung         | R 65           |
| H310   | Lebensgefahr bei Hautkontakt. |                 | Gefahr          | R 27           |
| H311   | Giftig bei Hautkontakt. |                 | Gefahr          | R 24           |
| H312   | Gesundheitsschädlich bei Hautkontakt. |                 | Achtung         | R 21           |
| H313   | Kann bei Hautkontakt gesundheitsschädlich sein. | kein Piktogramm | Achtung         | –              |
| H314   | Verursacht schwere Verätzungen der Haut und schwere Augenschäden. |                 | Gefahr          | R 34 und R 35  |
| H315   | Verursacht Hautreizungen. |                 | Achtung         | R 38           |
| H316   | Verursacht leichte Hautreizungen. | kein Piktogramm | Achtung         | –              |
| H317   | Kann allergische Hautreaktionen verursachen. |                 | Achtung         | R 43           |
| H318   | Verursacht schwere Augenschäden. |                 | Gefahr          | R 41           |
| H319   | Verursacht schwere Augenreizung. |                 | Achtung         | R 36           |
| H320   | Verursacht Augenreizung. | kein Piktogramm | Achtung         | –              |
| H330   | Lebensgefahr bei Einatmen. |                 | Gefahr          | R 26           |
| H331   | Giftig bei Einatmen. |                 | Gefahr          | R 23           |
| H332   | Gesundheitsschädlich bei Einatmen. |                 | Achtung         | R 20           |
| H333   | Kann bei Einatmen gesundheitsschädlich sein. | kein Piktogramm | Achtung         | –              |
| H334   | Kann bei Einatmen Allergie, asthmaartige Symptome oder Atembeschwerden verursachen. |                 | Gefahr          | R 42           |
| H335   | Kann die Atemwege reizen. |                 | Achtung         | R 37           |
| H336   | Kann Schläfrigkeit und Benommenheit verursachen. |                 | Achtung         | R 67           |
| H340   | Kann genetische Defekte verursachen (Expositionsweg angeben, sofern schlüssig belegt ist, dass diese Gefahr bei keinem anderen Expositionsweg besteht).                                                                                              |                 | Gefahr          | R 46           |
| H341   | Kann vermutlich genetische Defekte verursachen (Expositionsweg angeben, sofern schlüssig belegt ist, dass diese Gefahr bei keinem anderen Expositionsweg besteht).                                                                                   |                 | Achtung         | –              |
| H350   | Kann Krebs erzeugen (Expositionsweg angeben, sofern schlüssig belegt ist, dass diese Gefahr bei keinem anderen Expositionsweg besteht). |                 | Gefahr          | R 45           |
| H350i  | Kann bei Einatmen Krebs erzeugen. |                 | Gefahr          | R 49           |
| H351   | Kann vermutlich Krebs erzeugen (Expositionsweg angeben, sofern schlüssig belegt ist, dass diese Gefahr bei keinem anderen Expositionsweg besteht).                                                                                                   |                 | Achtung         | R 40           |
| H360   | Kann die Fruchtbarkeit beeinträchtigen oder das Kind im Mutterleib schädigen (konkrete Wirkung angeben, sofern bekannt) (Expositionsweg angeben, sofern schlüssig belegt ist, dass die Gefahr bei keinem anderen Expositionsweg besteht).            |                 | Gefahr          | –              |
| H360F  | Kann die Fruchtbarkeit beeinträchtigen. |                 | Gefahr          | R 60           |
| H360D  | Kann das Kind im Mutterleib schädigen. |                 | Gefahr          | R 61           |
| H360FD | Kann die Fruchtbarkeit beeinträchtigen. Kann das Kind im Mutterleib schädigen. |                 | Gefahr          | R 60‐61        |
| H360Fd | Kann die Fruchtbarkeit beeinträchtigen. Kann vermutlich das Kind im Mutterleib schädigen. |                 | Gefahr          | R 60‐63        |
| H360Df | Kann das Kind im Mutterleib schädigen. Kann vermutlich die Fruchtbarkeit beeinträchtigen. |                 | Gefahr          | R 61‐62        |
| H361   | Kann vermutlich die Fruchtbarkeit beeinträchtigen oder das Kind im Mutterleib schädigen (konkrete Wirkung angeben, sofern bekannt) (Expositionsweg angeben, sofern schlüssig belegt ist, dass die Gefahr bei keinem anderen Expositionsweg besteht). |                 | Achtung         | –              |
| H361f  | Kann vermutlich die Fruchtbarkeit beeinträchtigen. |                 | Achtung         | R 62           |
| H361d  | Kann vermutlich das Kind im Mutterleib schädigen. |                 | Achtung         | R 63           |
| H361fd | Kann vermutlich die Fruchtbarkeit beeinträchtigen. Kann vermutlich das Kind im Mutterleib schädigen. |                 | Achtung         | R 62‐63        |
| H362   | Kann Säuglinge über die Muttermilch schädigen. | kein Piktogramm | kein Signalwort | R 64           |
| H370   | Schädigt die Organe (oder alle betroffenen Organe nennen, sofern bekannt) (Expositionsweg angeben, sofern schlüssig belegt ist, dass diese Gefahr bei keinem anderen Expositionsweg besteht).                                                        |                 | Gefahr          | R 39           |
| H371   | Kann die Organe schädigen (oder alle betroffenen Organe nennen, sofern bekannt) (Expositionsweg angeben, sofern schlüssig belegt ist, dass diese Gefahr bei keinem anderen Expositionsweg besteht).                                                  |                 | Achtung         | R 68           |
| H372   | Schädigt die Organe (alle betroffenen Organe nennen) bei längerer oder wiederholter Exposition (Expositionsweg angeben, wenn schlüssig belegt ist, dass diese Gefahr bei keinem anderen Expositionsweg besteht).                                     |                 | Gefahr          | R 48           |
| H373   | Kann die Organe schädigen (alle betroffenen Organe nennen, sofern bekannt) bei längerer oder wiederholter Exposition (Expositionsweg angeben, wenn schlüssig belegt ist, dass diese Gefahr bei keinem anderen Expositionsweg besteht).               |                 | Achtung         | R 48           |

#### Kombinationen
| Code           | Wortlaut                                                          | Piktogramm | Signalwort | ersetzt R-Satz |
| -------------- | ----------------------------------------------------------------- | ---------- | ---------- | -------------- |
| H300+H310      | Lebensgefahr bei Verschlucken oder Hautkontakt.                   |            | Gefahr     | R 27/28        |
| H300+H330      | Lebensgefahr bei Verschlucken oder Einatmen.                      |            | Gefahr     | R 26/28        |
| H310+H330      | Lebensgefahr bei Hautkontakt oder Einatmen.                       |            | Gefahr     | R 26/27        |
| H300+H310+H330 | Lebensgefahr bei Verschlucken, Hautkontakt oder Einatmen.         |            | Gefahr     | R 26/27/28     |
| H301+H311      | Giftig bei Verschlucken oder Hautkontakt.                         |            | Gefahr     | R 24/25        |
| H301+H331      | Giftig bei Verschlucken oder Einatmen.                            |            | Gefahr     | R 23/25        |
| H311+H331      | Giftig bei Hautkontakt oder Einatmen.                             |            | Gefahr     | R 23/24        |
| H301+H311+H331 | Giftig bei Verschlucken, Hautkontakt oder Einatmen.               |            | Gefahr     | R 23/24/25     |
| H302+H312      | Gesundheitsschädlich bei Verschlucken oder Hautkontakt.           |            | Achtung    | R 21/22        |
| H302+H332      | Gesundheitsschädlich bei Verschlucken oder Einatmen.              |            | Achtung    | R 20/22        |
| H312+H332      | Gesundheitsschädlich bei Hautkontakt oder Einatmen.               |            | Achtung    | R 20/21        |
| H302+H312+H332 | Gesundheitsschädlich bei Verschlucken, Hautkontakt oder Einatmen. |            | Achtung    | R 20/21/22     |

Anmerkung: Gemäß Artikel 27 kann bei der Kennzeichnung die folgende Rangfolgeregelung für Gefahrenhinweise gelten:
- Wird der Gefahrenhinweis H314 „Verursacht schwere Verätzungen der Haut und schwere Augenschäden.“ zugeordnet, kann der Gefahrenhinweis H318 „Verursacht schwere Augenschäden.“ entfallen.

### H400-Reihe: Umweltgefahren
| Code | Wortlaut                                                                                      | Piktogramm      | Signalwort      | ersetzt R-Satz |
| ---- | --------------------------------------------------------------------------------------------- | --------------- | --------------- | -------------- |
| H400 | Sehr giftig für Wasserorganismen.                                                             |                 | Achtung         | R 50           |
| H401 | Giftig für Wasserorganismen.                                                                  | kein Piktogramm | kein Signalwort | R 51           |
| H402 | Schädlich für Wasserorganismen.                                                               | kein Piktogramm | kein Signalwort | R 52           |
| H410 | Sehr giftig für Wasserorganismen mit langfristiger Wirkung.                                   |                 | Achtung         | R 50/53        |
| H411 | Giftig für Wasserorganismen, mit langfristiger Wirkung.                                       |                 | kein Signalwort | R 51/53        |
| H412 | Schädlich für Wasserorganismen, mit langfristiger Wirkung.                                    | kein Piktogramm | kein Signalwort | R 52/53        |
| H413 | Kann für Wasserorganismen schädlich sein, mit langfristiger Wirkung.                          | kein Piktogramm | kein Signalwort | –              |
| H420 | Schädigt die öffentliche Gesundheit und die Umwelt durch Ozonabbau in der äußeren Atmosphäre. |                 | Achtung         | R 59           |

## EUH-Sätze
Die EU verwendet zusätzlich zu den H-Sätzen aus dem GHS weitere, die EUH-Sätze. Es handelt sich dabei zum großen Teil um Kennzeichnungen, die im ehemaligen EU-Kennzeichnungssystem als R-Sätze definiert waren, die aber bei den Verhandlungen zum GHS keine Berücksichtigung mehr fanden. Die EU sicherte so ihre vor der Einführung des GHS bestehenden Besitzstände. Alle nicht umnummerierten Sätze erhalten die Kennung „EUHxxx“, wobei die Nummer der ehemaligen R-Satznummer entspricht, z. B. entspricht EUH032 dem R-Satz 32. Ausnahmen bilden hierbei EUH070 und EUH071, welche erst mit der Neufassung der CLP-Verordnung aufgenommen wurden, sowie die später hinzugefügten Sätze der Reihe EUH2xx. Diese sind zur Verwendung bei Stoffgemischen und Zubereitungen zur Abgabe an Endverbraucher vorgesehen.
Mit der Delegierten Verordnung (EU) 2023/707 wurden acht zusätzliche EUH-Sätze, die PBT-/vPvB-Stoffe und PMT-/vPvM-Stoffe sowie endokrine Disruptoren betreffen, eingefügt. Ihre Kodierung entspricht hierbei einer Fortführung der existierenden H-Sätze als EUH 38x (endokrine Disruptoren beim Menschen) bzw. EUH 43x (endokrine Disruptoren in der Umwelt) sowie 44x und 45x (persistente, bioakkumulierende Stoffe).
| Code    | Wortlaut | ersetzt R-Satz |
| ------- | --- | -------------- |
| EUH001  | In trockenem Zustand explosiv. aufgehoben, durch H206 – H208 ersetzt                                                                            | R 1            |
| EUH006  | Mit und ohne Luft explosionsfähig. aufgehoben, durch H230/P420 ersetzt                                                                          | R 6            |
| EUH014  | Reagiert heftig mit Wasser. | R 14           |
| EUH018  | Kann bei Verwendung explosionsfähige / entzündbare Dampf/Luft-Gemische bilden.                                                                  | R 18           |
| EUH019  | Kann explosionsfähige Peroxide bilden. | R 19           |
| EUH029  | Entwickelt bei Berührung mit Wasser giftige Gase.                                                                                               | R 29           |
| EUH031  | Entwickelt bei Berührung mit Säure giftige Gase.                                                                                                | R 31           |
| EUH032  | Entwickelt bei Berührung mit Säure sehr giftige Gase.                                                                                           | R 32           |
| EUH044  | Explosionsgefahr bei Erhitzen unter Einschluss.                                                                                                 | R 44           |
| EUH059  | Die Ozonschicht schädigend. aufgehoben, durch H420 ersetzt                                                                                      | R 59           |
| EUH066  | Wiederholter Kontakt kann zu spröder oder rissiger Haut führen.                                                                                 | R 66           |
| EUH070  | Giftig bei Berührung mit den Augen. | –              |
| EUH071  | Wirkt ätzend auf die Atemwege. | –              |
| EUH201  | Enthält Blei. Nicht für den Anstrich von Gegenständen verwenden, die von Kindern gekaut oder gelutscht werden könnten.                          | –              |
| EUH201A | Achtung! Enthält Blei. | –              |
| EUH202  | Cyanacrylat. Gefahr. Klebt innerhalb von Sekunden Haut und Augenlider zusammen. Darf nicht in die Hände von Kindern gelangen.                   | –              |
| EUH203  | Enthält Chrom(VI). Kann allergische Reaktionen hervorrufen.                                                                                     | –              |
| EUH204  | Enthält Isocyanate. Kann allergische Reaktionen hervorrufen.                                                                                    | –              |
| EUH205  | Enthält epoxidhaltige Verbindungen. Kann allergische Reaktionen hervorrufen.                                                                    | –              |
| EUH206  | Achtung! Nicht zusammen mit anderen Produkten verwenden, da gefährliche Gase (Chlor) freigesetzt werden können.                                 | –              |
| EUH207  | Achtung! Enthält Cadmium. Bei der Verwendung entstehen gefährliche Dämpfe. Hinweise des Herstellers beachten. Sicherheitsanweisungen einhalten. | –              |
| EUH208  | Enthält (Name des sensibilisierenden Stoffes). Kann allergische Reaktionen hervorrufen.                                                         | –              |
| EUH209  | Kann bei Verwendung leicht entzündbar werden.                                                                                                   | R 30           |
| EUH209A | Kann bei Verwendung entzündbar werden. | –              |
| EUH210  | Sicherheitsdatenblatt auf Anfrage erhältlich.                                                                                                   | –              |
| EUH211  | Achtung! Beim Sprühen können gefährliche lungengängige Tröpfchen entstehen. Aerosol oder Nebel nicht einatmen.                                  | –              |
| EUH212  | Achtung! Bei der Verwendung kann gefährlicher lungengängiger Staub entstehen. Staub nicht einatmen.                                             | –              |
| EUH380  | Kann beim Menschen endokrine Störungen verursachen.                                                                                             | –              |
| EUH381  | Steht in dem Verdacht, beim Menschen endokrine Störungen zu verursachen.                                                                        | –              |
| EUH401  | Zur Vermeidung von Risiken für Mensch und Umwelt die Gebrauchsanleitung einhalten.                                                              | –              |
| EUH430  | Kann endokrine Störungen in der Umwelt verursachen.                                                                                             | –              |
| EUH431  | Steht in dem Verdacht, endokrine Störungen in der Umwelt zu verursachen.                                                                        | –              |
| EUH440  | Reichert sich in der Umwelt und in lebenden Organismen, einschließlich Menschen, an.                                                            | –              |
| EUH441  | Reichert sich stark in der Umwelt und in lebenden Organismen, einschließlich Menschen, an.                                                      | –              |
| EUH450  | Kann lang anhaltende und diffuse Verschmutzung von Wasserressourcen verursachen.                                                                | –              |
| EUH451  | Kann sehr lang anhaltende und diffuse Verschmutzung von Wasserressourcen verursachen.                                                           | –              |

## P-Sätze

### P100-Reihe: Allgemeines
| Code | Wortlaut                                                                             | ersetzt S-Satz |
| ---- | ------------------------------------------------------------------------------------ | -------------- |
| P101 | Ist ärztlicher Rat erforderlich, Verpackung oder Kennzeichnungsetikett bereithalten. | –              |
| P102 | Darf nicht in die Hände von Kindern gelangen.                                        | S (2)          |
| P103 | Vor Gebrauch Kennzeichnungsetikett lesen.                                            | –              |

### P200-Reihe: Prävention
| Code | Wortlaut | ersetzt S-Satz |
| ---- | --- | -------------- |
| P201 | Vor Gebrauch besondere Anweisungen einholen. | S 53           |
| P202 | Vor Gebrauch alle Sicherheitshinweise lesen und verstehen. | –              |
| P210 | Von Hitze, heißen Oberflächen, Funken, offenen Flammen sowie anderen Zündquellenarten fernhalten. Nicht rauchen. | S 15‐16        |
| P211 | Nicht gegen offene Flamme oder andere Zündquelle sprühen. | S 16           |
| P212 | Erhitzen unter Einschluss und Reduzierung des Desensibilisierungsmittels vermeiden. | –              |
| P220 | Von Kleidung und anderen brennbaren Materialien fernhalten. (Bis zum Inkrafttreten der 8. ATP am 1. Februar 2018: Von Kleidung /…/ brennbaren Materialien fernhalten/entfernt aufbewahren.) | S 17           |
| P221 | (Mischen mit brennbaren Stoffen / … unbedingt verhindern.) aufgehoben | S 17           |
| P222 | Keinen Kontakt mit Luft zulassen. (Bis zum Inkrafttreten der 4. ATP am 1. Dezember 2014: Kontakt mit Luft nicht zulassen; Bis zum Inkrafttreten der 8. ATP am 1. Februar 2018: Berührung mit Luft vermeiden.) | S 11           |
| P223 | Keinen Kontakt mit Wasser zulassen. (Bis zum Inkrafttreten der 4. ATP am 1. Dezember 2014: Kontakt mit Wasser wegen heftiger Reaktion und möglichem Aufflammen unbedingt verhindern.) | S 30           |
| P230 | Feucht halten mit … . (Die vom Gesetzgeber offen gelassene Einfügung ist vom Inverkehrbringer zu ergänzen) | S 48           |
| P231 | Inhalt unter inertem Gas/… handhaben und aufbewahren. (Die vom Gesetzgeber offen gelassene Einfügung ist vom Inverkehrbringer zu ergänzen) (Bis zum Inkrafttreten der 8. ATP am 1. Februar 2018: Unter inertem Gas handhaben.) | S 6            |
| P232 | Vor Feuchtigkeit schützen. | S 8            |
| P233 | Behälter dicht verschlossen halten. | S 7            |
| P234 | Nur in Originalverpackung aufbewahren. (Bis zum Inkrafttreten der 8. ATP am 1. Februar 2018: Nur im Originalbehälter aufbewahren.) | S 49           |
| P235 | Kühl halten. | S 3            |
| P240 | Behälter und zu befüllende Anlage erden. | –              |
| P241 | Explosionsgeschützte [elektrische … / Lüftungs-… / Beleuchtungs-… / …] Geräte verwenden. (Die vom Gesetzgeber offen gelassene Einfügung ist vom Inverkehrbringer zu ergänzen) (Bis zum Inkrafttreten der 8. ATP am 1. Februar 2018: Explosionsgeschützte elektrische Betriebsmittel / Lüftungsanlagen / Beleuchtung / … verwenden.) | –              |
| P242 | Funkenarmes Werkzeug verwenden. (Bis zum Inkrafttreten der 8. ATP am 1. Februar 2018: Nur funkenfreies Werkzeug verwenden.) | –              |
| P243 | Maßnahmen gegen elektrostatische Entladungen treffen. | S 33           |
| P244 | Druckminderer frei von Fett und Öl halten. | –              |
| P250 | Nicht schleifen / stoßen / reiben / … . (Die vom Gesetzgeber offen gelassene Einfügung ist vom Inverkehrbringer zu ergänzen) | S 34           |
| P251 | Nicht durchstechen oder verbrennen, auch nicht nach der Verwendung. | –              |
| P260 | Staub / Rauch / Gas / Nebel / Dampf / Aerosol nicht einatmen. | S 23           |
| P261 | Einatmen von Staub / Rauch / Gas / Nebel / Dampf / Aerosol vermeiden. | S 23           |
| P262 | Nicht in die Augen, auf die Haut oder auf die Kleidung gelangen lassen. | S 24‐25        |
| P263 | Berührung während der Schwangerschaft und Stillzeit vermeiden. (Bis zum Inkrafttreten der 8. ATP am 1. Februar 2018: Kontakt während der Schwangerschaft / und der Stillzeit vermeiden.) | –              |
| P264 | Nach Gebrauch … gründlich waschen. (Die vom Gesetzgeber offen gelassene Einfügung ist vom Inverkehrbringer zu ergänzen) | –              |
| P270 | Bei Gebrauch nicht essen, trinken oder rauchen. | S 20‐21        |
| P271 | Nur im Freien oder in gut belüfteten Räumen verwenden. | –              |
| P272 | Kontaminierte Arbeitskleidung nicht außerhalb des Arbeitsplatzes tragen. | –              |
| P273 | Freisetzung in die Umwelt vermeiden. |                |
| P280 | Schutzhandschuhe / Schutzkleidung / Augenschutz / Gesichtsschutz tragen. | S 37‐39        |
| P281 | (Vorgeschriebene persönliche Schutzausrüstung verwenden.) aufgehoben | –              |
| P282 | Schutzhandschuhe mit Kälteisolierung und zusätzlich Gesichtsschild oder Augenschutz tragen. (Bis zum Inkrafttreten der 8. ATP am 1. Februar 2018: Schutzhandschuhe / Gesichtsschild / Augenschutz mit Kälteisolierung tragen.) | –              |
| P283 | Schwer entflammbare oder flammhemmende Kleidung tragen. (Bis zum Inkrafttreten der 8. ATP am 1. Februar 2018: Schwer entflammbare / flammhemmende Kleidung tragen.) | –              |
| P284 | [Bei unzureichender Belüftung] Atemschutz tragen. (Bis zum Inkrafttreten der 8. ATP am 1. Februar 2018: Atemschutz tragen.) | S 38           |
| P285 | (Bei unzureichender Belüftung Atemschutz tragen.) aufgehoben | S 38           |

#### Kombinationen
| Code      | Wortlaut | ersetzt S-Satz |
| --------- | --- | -------------- |
| P231+P232 | Inhalt unter inertem Gas/… handhaben und aufbewahren. Vor Feuchtigkeit schützen. (Bis zum Inkrafttreten der 8. ATP am 1. Februar 2018: Unter inertem Gas handhaben. Vor Feuchtigkeit schützen.) | S 6‐8          |
| P235+P410 | Kühl halten. Vor Sonnenbestrahlung schützen. aufgehoben | –              |

### P300-Reihe: Reaktion
| Code | Wortlaut | ersetzt S-Satz |
| ---- | --- | -------------- |
| P301 | Bei Verschlucken: | –              |
| P302 | Bei Berührung mit der Haut: | –              |
| P303 | Bei Berührung mit der Haut (oder dem Haar): | –              |
| P304 | Bei Einatmen: | –              |
| P305 | Bei Kontakt mit den Augen: | –              |
| P306 | Bei kontaminierter Kleidung: | –              |
| P307 | (Bei Exposition: … ) aufgehoben | –              |
| P308 | Bei Exposition oder falls betroffen: | –              |
| P309 | (Bei Exposition oder Unwohlsein: … ) aufgehoben | –              |
| P310 | Sofort Giftinformationszentrum, Arzt oder … anrufen. | –              |
| P311 | Giftinformationszentrum, Arzt oder … anrufen. | –              |
| P312 | Bei Unwohlsein Giftinformationszentrum / Arzt / … anrufen. | –              |
| P313 | Ärztlichen Rat einholen / ärztliche Hilfe hinzuziehen. | –              |
| P314 | Bei Unwohlsein ärztlichen Rat einholen / ärztliche Hilfe hinzuziehen. | S 44           |
| P315 | Sofort ärztlichen Rat einholen / ärztliche Hilfe hinzuziehen. | –              |
| P320 | Besondere Behandlung dringend erforderlich (siehe … auf diesem Kennzeichnungsetikett). (Die vom Gesetzgeber offen gelassene Einfügung ist vom Inverkehrbringer zu ergänzen) | –              |
| P321 | Besondere Behandlung (siehe … auf diesem Kennzeichnungsetikett). (Die vom Gesetzgeber offen gelassene Einfügung ist vom Inverkehrbringer zu ergänzen)                       | –              |
| P322 | (Gezielte Maßnahmen (siehe … auf diesem Kennzeichnungsetikett).) aufgehoben                                                                                                 | –              |
| P330 | Mund ausspülen. | –              |
| P331 | Kein Erbrechen herbeiführen. | –              |
| P332 | Bei Hautreizung: | –              |
| P333 | Bei Hautreizung oder -ausschlag: | –              |
| P334 | In kaltes Wasser tauchen [oder nassen Verband anlegen]. (Bis zum Inkrafttreten der 8. ATP am 1. Februar 2018: In kaltes Wasser tauchen / nassen Verband anlegen.)           | –              |
| P335 | Lose Partikel von der Haut abbürsten. | –              |
| P336 | Vereiste Bereiche mit lauwarmem Wasser auftauen. Betroffenen Bereich nicht reiben.                                                                                          | –              |
| P337 | Bei anhaltender Augenreizung: | –              |
| P338 | Eventuell vorhandene Kontaktlinsen nach Möglichkeit entfernen. Weiter ausspülen.                                                                                            | –              |
| P340 | Die betroffene Person an die frische Luft bringen und für ungehinderte Atmung sorgen.                                                                                       | –              |
| P341 | (Bei Atembeschwerden an die frische Luft bringen und in einer Position ruhigstellen, die das Atmen erleichtert.) aufgehoben                                                 | –              |
| P342 | Bei Symptomen der Atemwege: | –              |
| P350 | (Behutsam mit viel Wasser und Seife waschen.) aufgehoben | –              |
| P351 | Einige Minuten lang behutsam mit Wasser ausspülen. | –              |
| P352 | Mit viel Wasser / … waschen. (Bis zum Inkrafttreten der 4. ATP am 1. Dezember 2014: Mit viel Wasser und Seife waschen.)                                                     | –              |
| P353 | Haut mit Wasser abwaschen [oder duschen]. (Bis zum Inkrafttreten der 8. ATP am 1. Februar 2018: Haut mit Wasser abwaschen / duschen.)                                       | –              |
| P360 | Kontaminierte Kleidung und Haut sofort mit viel Wasser abwaschen und danach Kleidung ausziehen.                                                                             | –              |
| P361 | Alle kontaminierten Kleidungsstücke sofort ausziehen. | S 27           |
| P362 | Kontaminierte Kleidung ausziehen. (Bis zum Inkrafttreten der 4. ATP am 1. Dezember 2014: Kontaminierte Kleidung ausziehen und vor erneutem Tragen waschen.)                 | –              |
| P363 | Kontaminierte Kleidung vor erneutem Tragen waschen. | –              |
| P364 | Und vor erneutem Tragen waschen. | –              |
| P370 | Bei Brand: | –              |
| P371 | Bei Großbrand und großen Mengen: | –              |
| P372 | Explosionsgefahr. (Bis zum Inkrafttreten der 8. ATP am 1. Februar 2018: Explosionsgefahr bei Brand.)                                                                        | –              |
| P373 | Keine Brandbekämpfung, wenn das Feuer explosive Stoffe / Gemische / Erzeugnisse erreicht.                                                                                   | –              |
| P374 | (Brandbekämpfung mit üblichen Vorsichtsmaßnahmen aus angemessener Entfernung.) aufgehoben                                                                                   | –              |
| P375 | Wegen Explosionsgefahr Brand aus der Entfernung bekämpfen. | –              |
| P376 | Undichtigkeit beseitigen, wenn gefahrlos möglich. | –              |
| P377 | Brand von ausströmendem Gas: Nicht löschen, bis Undichtigkeit gefahrlos beseitigt werden kann.                                                                              | –              |
| P378 | … zum Löschen … verwenden. (Die vom Gesetzgeber offen gelassenen Einfügungen sind vom Inverkehrbringer zu ergänzen)                                                         | S 43           |
| P380 | Umgebung räumen. | –              |
| P381 | Bei Undichtigkeit alle Zündquellen entfernen (Bis zum Inkrafttreten der 8. ATP am 1. Februar 2018: Alle Zündquellen entfernen, wenn gefahrlos möglich.)                     | –              |
| P390 | Verschüttete Mengen aufnehmen, um Materialschäden zu vermeiden. | –              |
| P391 | Verschüttete Mengen aufnehmen. | –              |

#### Kombinationen
| Code                  | Wortlaut | ersetzt S-Satz |
| --------------------- | --- | -------------- |
| P301+P310             | Bei Verschlucken: Sofort Giftinformationszentrum, Arzt oder … anrufen. | S 46           |
| P301+P330+P331+P310   | keine offizielle Kombination | S 62           |
| P301+P312             | Bei Verschlucken: Bei Unwohlsein Giftinformationszentrum / Arzt / … anrufen. | S 45           |
| P301+P330+P331        | Bei Verschlucken: Mund ausspülen. Kein Erbrechen herbeiführen. (Mit Inkrafttreten der 4. ATP am 1. Dezember 2014 aufgehoben, mit Inkrafttreten der 8. ATP am 1. Februar 2018 wieder aufgenommen) | –              |
| P302+P334             | Bei Berührung mit der Haut: In kaltes Wasser tauchen [oder nassen Verband anlegen]. (Bis zum Inkrafttreten der 8. ATP am 1. Februar 2018: Bei Kontakt mit der Haut: In kaltes Wasser tauchen / nassen Verband anlegen.) | –              |
| P302+P335+P334        | Bei Berührung mit der Haut: Lose Partikel von der Haut abbürsten. In kaltes Wasser tauchen [oder nassen Verband anlegen]. (Mit Inkrafttreten der 8. ATP am 1. Februar 2018 neu aufgenommen) | –              |
| P302+P350             | (Bei Kontakt mit der Haut: Behutsam mit viel Wasser und Seife waschen.) aufgehoben | –              |
| P302+P352             | Bei Berührung mit der Haut: Mit viel Wasser / … waschen. (Bis zum Inkrafttreten der 4. ATP am 1. Dezember 2014: Bei Kontakt mit der Haut: Mit viel Wasser und Seife waschen.) | S 28           |
| P302+P352+P310        | keine offizielle Kombination | –              |
| P302+P352+P312        | keine offizielle Kombination | –              |
| P303+P361+P353        | Bei Berührung mit der Haut [oder dem Haar]: Alle kontaminierten Kleidungsstücke sofort ausziehen. Haut mit Wasser abwaschen [oder duschen]. (Bis zum Inkrafttreten der 4. ATP am 1. Dezember 2014: Bei Kontakt mit der Haut [oder dem Haar]: Alle beschmutzten, getränkten Kleidungsstücke sofort ausziehen. Haut mit Wasser abwaschen/duschen. Mit Inkrafttreten der 4. ATP am 1. Dezember 2014 aufgehoben, mit Inkrafttreten der 8. ATP am 1. Februar 2018 wieder aufgenommen) | –              |
| P303+P361+P353+P315   | keine offizielle Kombination | –              |
| P304+P340             | Bei Einatmen: Die Person an die frische Luft bringen und für ungehinderte Atmung sorgen. | S 63           |
| P304+P340+P310        | Bei Einatmen: Die Person an die frische Luft bringen und für ungehinderte Atmung sorgen. Sofort Giftinformationszentrum oder Arzt anrufen. | –              |
| P304+P340+P311        | keine offizielle Kombination | –              |
| P304+P340+P315        | keine offizielle Kombination | –              |
| P304+P341             | (Bei Einatmen: Bei Atembeschwerden an die frische Luft bringen und in einer Position ruhigstellen, die das Atmen erleichtert.) aufgehoben | –              |
| P305+P351+P338        | Bei Kontakt mit den Augen: Einige Minuten lang behutsam mit Wasser spülen. Eventuell vorhandene Kontaktlinsen nach Möglichkeit entfernen. Weiter spülen. (Bis zum Inkrafttreten der 8. ATP am 1. Februar 2018: Bei Kontakt mit den Augen: Einige Minuten lang behutsam mit Wasser spülen. Vorhandene Kontaktlinsen nach Möglichkeit entfernen. Weiter spülen.) | –              |
| P305+P351+P338+P315   | keine offizielle Kombination | –              |
| P306+P360             | Bei Kontakt mit der Kleidung: Kontaminierte Kleidung und Haut sofort mit viel Wasser abwaschen und danach Kleidung ausziehen. | –              |
| P307+P310             | keine offizielle Kombination | –              |
| P307+P311             | (Bei Exposition: Giftinformationszentrum oder Arzt anrufen.) aufgehoben | –              |
| P308+P310             | keine offizielle Kombination | –              |
| P308+P311             | Bei Exposition oder falls betroffen: Giftinformationszentrum, Arzt oder … anrufen. | –              |
| P308+P313             | Bei Exposition oder falls betroffen: Ärztlichen Rat einholen / ärztliche Hilfe hinzuziehen. | S 44           |
| P309+P310             | keine offizielle Kombination | –              |
| P309+P311             | (Bei Exposition oder Unwohlsein: Giftinformationszentrum oder Arzt anrufen.) aufgehoben | –              |
| P332+P313             | Bei Hautreizung: Ärztlichen Rat einholen / ärztliche Hilfe hinzuziehen. | –              |
| P333+P313             | Bei Hautreizung oder -ausschlag: Ärztlichen Rat einholen / ärztliche Hilfe hinzuziehen. | –              |
| P335+P334             | (Lose Partikel von der Haut abbürsten. In kaltes Wasser tauchen / nassen Verband anlegen.) aufgehoben | –              |
| P336+P315             | Vereiste Bereiche mit lauwarmem Wasser auftauen. Betroffenen Bereich nicht reiben. Sofort ärztlichen Rat einholen/ärztliche Hilfe hinzuziehen. (Mit Inkrafttreten der 8. ATP am 1. Februar 2018 neu aufgenommen) | –              |
| P337+P313             | Bei anhaltender Augenreizung: Ärztlichen Rat einholen / ärztliche Hilfe hinzuziehen. | –              |
| P342+P311             | Bei Symptomen der Atemwege: Giftinformationszentrum, Arzt oder … anrufen. | –              |
| P361+P364             | Alle kontaminierten Kleidungsstücke sofort ausziehen und vor erneutem Tragen waschen. | –              |
| P362+P364             | Kontaminierte Kleidung ausziehen und vor erneutem Tragen waschen. | –              |
| P370+P376             | Bei Brand: Undichtigkeit beseitigen, wenn gefahrlos möglich. | –              |
| P370+P378             | Bei Brand: … zum Löschen … verwenden. (Die vom Gesetzgeber offen gelassenen Einfügungen sind vom Inverkehrbringer zu ergänzen) | –              |
| P370+P380             | (Bei Brand: Umgebung räumen.) aufgehoben | –              |
| P370+P380+P375        | Bei Brand: Umgebung räumen. Wegen Explosionsgefahr Brand aus der Entfernung bekämpfen. | –              |
| P371+P380+P375        | Bei Großbrand und großen Mengen: Umgebung räumen. Wegen Explosionsgefahr Brand aus der Entfernung bekämpfen. | –              |
| P370+P372+P380+P373   | Bei Brand: Explosionsgefahr. Umgebung räumen. KEINE Brandbekämpfung, wenn das Feuer explosive Stoffe/Gemische/Erzeugnisse erreicht. (Mit Inkrafttreten der 8. ATP am 1. Februar 2018 neu aufgenommen) | –              |
| P370+P380+P375+[P378] | Bei Brand: Umgebung räumen. Wegen Explosionsgefahr Brand aus der Entfernung bekämpfen. [… zum Löschen verwenden.] (Die vom Gesetzgeber offen gelassene Einfügung ist vom Inverkehrbringer zu ergänzen) (Mit Inkrafttreten der 8. ATP am 1. Februar 2018 neu aufgenommen) | –              |

### P400-Reihe: Aufbewahrung
| Code | Wortlaut | ersetzt S-Satz |
| ---- | --- | -------------- |
| P401 | Aufbewahren gemäß … (Die vom Gesetzgeber offen gelassene Einfügung ist vom Inverkehrbringer zu ergänzen) (Bis zum Inkrafttreten der 8. ATP am 1. Februar 2018: … aufbewahren.) | –              |
| P402 | An einem trockenen Ort aufbewahren. | S 8            |
| P403 | An einem gut belüfteten Ort aufbewahren. | S 9            |
| P404 | In einem geschlossenen Behälter aufbewahren. | S 7            |
| P405 | Unter Verschluss aufbewahren. | S 7            |
| P406 | In korrosionsbeständigem / … Behälter mit korrosionsbeständiger Innenauskleidung aufbewahren. (Die vom Gesetzgeber offen gelassene Einfügung ist vom Inverkehrbringer zu ergänzen) (Bis zum Inkrafttreten der 8. ATP am 1. Februar 2018: In korrosionsbeständigem / … Behälter mit korrosionsbeständiger Auskleidung aufbewahren.)         | –              |
| P407 | Luftspalt zwischen Stapeln / Paletten lassen. | –              |
| P410 | Vor Sonnenbestrahlung schützen. | –              |
| P411 | Bei Temperaturen nicht über … °C / … °F aufbewahren. (Die vom Gesetzgeber offen gelassene Einfügung ist vom Inverkehrbringer zu ergänzen) (Bis zum Inkrafttreten der 8. ATP am 1. Februar 2018: Bei Temperaturen von nicht mehr als … °C / … aufbewahren.)                                                                                 | –              |
| P412 | Nicht Temperaturen über 50 °C / 122 °F aussetzen. (Bis zum Inkrafttreten der 8. ATP am 1. Februar 2018: Nicht Temperaturen von mehr als 50 °C aussetzen.) | –              |
| P413 | Schüttgut in Mengen von mehr als … kg / … lbs bei Temperaturen nicht über … °C / … °F aufbewahren. (Die vom Gesetzgeber offen gelassene Einfügung ist vom Inverkehrbringer zu ergänzen) (Bis zum Inkrafttreten der 8. ATP am 1. Februar 2018: Schüttgut in Mengen von mehr als … kg bei Temperaturen von nicht mehr als … °C aufbewahren.) | –              |
| P420 | Getrennt aufbewahren. (Bis zum Inkrafttreten der 8. ATP am 1. Februar 2018: Von anderen Materialien entfernt aufbewahren.) | –              |
| P422 | (Inhalt in / unter … aufbewahren. (Die vom Gesetzgeber offen gelassene Einfügung ist vom Inverkehrbringer zu ergänzen)) aufgehoben | S 5            |

#### Kombinationen
| Code      | Wortlaut | ersetzt S-Satz |
| --------- | --- | -------------- |
| P402+P404 | In einem geschlossenen Behälter an einem trockenen Ort aufbewahren. | S 7/8          |
| P403+P233 | An einem gut belüfteten Ort aufbewahren. Behälter dicht verschlossen halten. (Bis zum Inkrafttreten der 8. ATP am 1. Februar 2018: Behälter dicht verschlossen an einem gut belüfteten Ort aufbewahren.)                     | S 7/9          |
| P403+P235 | An einem gut belüfteten Ort aufbewahren. Kühl halten. (Bis zum Inkrafttreten der 8. ATP am 1. Februar 2018: Kühl an einem gut belüfteten Ort aufbewahren.)                                                                   | S 3‐9          |
| P410+P403 | Vor Sonnenbestrahlung schützen. An einem gut belüfteten Ort aufbewahren. (Bis zum Inkrafttreten der 8. ATP am 1. Februar 2018: Vor Sonnenbestrahlung geschützt an einem gut belüfteten Ort aufbewahren.)                     | –              |
| P410+P412 | Vor Sonnenbestrahlung schützen. Nicht Temperaturen über 50 °C / 122 °F aussetzen. (Bis zum Inkrafttreten der 8. ATP am 1. Februar 2018: Vor Sonnenbestrahlung schützen und nicht Temperaturen von mehr als 50 °C aussetzen.) | –              |
| P411+P235 | (Kühl und bei Temperaturen von nicht mehr als … °C aufbewahren. (Die vom Gesetzgeber offen gelassene Einfügung ist vom Inverkehrbringer zu ergänzen)) aufgehoben                                                             | –              |

### P500-Reihe: Entsorgung
| Code | Wortlaut | ersetzt S-Satz |
| ---- | --- | -------------- |
| P501 | Inhalt / Behälter … zuführen. (Die vom Gesetzgeber offen gelassene Einfügung ist vom Inverkehrbringer zu ergänzen) | S 56‐60        |
| P502 | Informationen zur Wiederverwendung oder Wiederverwertung bei Hersteller oder Lieferant erfragen. (Bis zum Inkrafttreten der 8. ATP am 1. Februar 2018: Informationen zur Wiederverwendung/Wiederverwertung beim Hersteller/Lieferanten erfragen.) | –              |
| P503 | Informationen zur Entsorgung/Wiederverwendung/Wiederverwertung beim Hersteller/Lieferanten/… erfragen. | –              |

### Nicht vom Gesetzgeber vorgegebene P-Kombinationssätze
Unter Berücksichtigung der Deutlichkeit und Verständlichkeit können weitere Sicherheitshinweise miteinander kombiniert werden. In üblichen Kennzeichnungsquellen finden sich beispielsweise folgende Kombinationen:
| Code                | Wortlaut | ersetzt S-Satz |
| ------------------- | --- | -------------- |
| P301+P330+P331+P310 | Bei Verschlucken: Mund ausspülen. Kein Erbrechen herbeiführen. Sofort Giftinformationszentrum, Arzt oder … anrufen. (Die vom Gesetzgeber offen gelassene Einfügung ist vom Inverkehrbringer zu ergänzen. Keine offizielle P-Satz-Kombination)                    | S 62           |
| P302+P352+P310      | Bei Berührung mit der Haut: Mit viel Wasser / … waschen. Sofort Giftinformationszentrum, Arzt oder … anrufen. (Die vom Gesetzgeber offen gelassenen Einfügungen sind vom Inverkehrbringer zu ergänzen. Keine offizielle P-Satz-Kombination)                      | –              |
| P302+P352+P312      | Bei Berührung mit der Haut: Mit viel Wasser / … waschen. Bei Unwohlsein Giftinformationszentrum, Arzt oder … anrufen. (Die vom Gesetzgeber offen gelassenen Einfügungen sind vom Inverkehrbringer zu ergänzen. Keine offizielle P-Satz-Kombination)              | –              |
| P303+P361+P353+P315 | Bei Berührung mit der Haut [oder dem Haar]: Alle kontaminierten Kleidungsstücke sofort ausziehen. Haut mit Wasser abwaschen [oder duschen]. Sofort ärztlichen Rat einholen / ärztliche Hilfe hinzuziehen. (Keine offizielle P-Satz-Kombination)                  | –              |
| P304+P340+P311      | Bei Einatmen: Die Person an die frische Luft bringen und für ungehinderte Atmung sorgen. Giftinformationszentrum, Arzt oder … anrufen. (Die vom Gesetzgeber offen gelassene Einfügung ist vom Inverkehrbringer zu ergänzen. Keine offizielle P-Satz-Kombination) | –              |
| P304+P340+P315      | Bei Einatmen: Die Person an die frische Luft bringen und für ungehinderte Atmung sorgen. Sofort ärztlichen Rat einholen / ärztliche Hilfe hinzuziehen. (Keine offizielle P-Satz-Kombination)                                                                     | –              |
| P305+P351+P338+P315 | Bei Kontakt mit den Augen: Einige Minuten lang behutsam mit Wasser spülen. Eventuell vorhandene Kontaktlinsen nach Möglichkeit entfernen. Weiter spülen. Sofort ärztlichen Rat einholen / ärztliche Hilfe hinzuziehen. (Keine offizielle P-Satz-Kombination)     | –              |
| P307+P310           | Bei Exposition: Sofort Giftinformationszentrum, Arzt oder … anrufen. (Die vom Gesetzgeber offen gelassene Einfügung ist vom Inverkehrbringer zu ergänzen. Keine offizielle P-Satz-Kombination)                                                                   | S 45           |
| P308+P310           | Bei Exposition oder falls betroffen: Sofort Giftinformationszentrum, Arzt oder … anrufen. (Die vom Gesetzgeber offen gelassene Einfügung ist vom Inverkehrbringer zu ergänzen. Keine offizielle P-Satz-Kombination)                                              | S 45           |
| P309+P310           | Bei Exposition oder Unwohlsein: Sofort Giftinformationszentrum, Arzt oder … anrufen. (Die vom Gesetzgeber offen gelassene Einfügung ist vom Inverkehrbringer zu ergänzen. Keine offizielle P-Satz-Kombination)                                                   | S 45           |